# Isla Maboko
Isla Maboko es una pequeña isla en el Golfo Winam del Lago Victoria, en la provincia de Nyanza, en Kenia occidental. Se trata de una isla de alrededor de 1,8 km de largo por 1 km de ancho. Es un importante sitio con depósitos fosilíferos que se descubrieron en la década de 1930. La edad de los yacimientos se estima entre 15 y 16 millones de años, y son especialmente importantes por la abundancia de fósiles de primates que contienen.